# 奈良県道109号天理斑鳩線
奈良県道109号天理斑鳩線（ならけんどう109ごう てんりいかるがせん）は、奈良県天理市から生駒郡斑鳩町に至る一般県道である。

## 概要
天理市二階堂上ノ庄町から生駒郡斑鳩町法隆寺南2丁目に至る。

### 路線データ
- 起点：天理市二階堂上ノ庄町（二階堂交差点、国道24号交点）
- 終点：生駒郡斑鳩町法隆寺南2丁目（中宮寺東交差点、国道25号交点）

## 路線状況

### 重複区間
- 国道24号京奈和自動車道一般部（天理市二階堂北菅田町・二階堂北菅田交差点 - 天理市二階堂南菅田町・二階堂南菅田交差点）
- 奈良県道108号大和郡山広陵線（大和郡山市額田部寺町 - 大和郡山市西町・大和まほろばスマートIC北側 / 大和まほろばスマートIC南側交差点）

### 道路施設

#### 橋梁
- 高橋（佐保川、大和郡山市）
- 安富橋（富雄川、生駒郡安堵町 - 生駒郡斑鳩町）

バイパス
- 菅田橋（天理市）

### 交通データ
- 道路交通センサスによる本道路の自動車類交通量と幅員構成のデータについては以下の通り（平成22年（2010年）度時点）[1]。

| 区間番号 | 交通調査地点           | 昼間12時間交通量合計 | 24時間交通量合計 | 道路部幅員      | 車道部幅員 | 車道幅員 |
| -------- | ---------------------- | -------------------- | ---------------- | --------------- | ---------- | -------- |
| 60110    | 大和郡山市宮堂町       | 5,938台              | 7,660台          | 13.00 m・8.00 m | 8.00 m     | 6.00 m   |
| 60120    | 天理市付近             | 4,859台              | 6,268台          | 5.00 m          | 5.00 m     | 3.50 m   |
| 60130    | 生駒郡安堵町大字東安堵 | 4,794台              | 6,232台          | 7.00 m          | 7.00 m     | 6.00 m   |

なお、歩道幅員については60110地点の一部で上下2.50 mである以外の区間は存在せず、また車線数は60110と60130地点は2車線だが60120地点は1車線である。

## 地理

### 通過する自治体
- 奈良県
  - 天理市 - 大和郡山市 - 生駒郡安堵町 - 大和郡山市 - 生駒郡安堵町 - 生駒郡斑鳩町

### 交差する道路
| 交差する道路                                                                        | 市町村名   | 市町村名   | 交差する場所   | 交差する場所                                                                                                   |
| ----------------------------------------------------------------------------------- | ---------- | ---------- | -------------- | --- |
| 国道24号 国道25号 重複                                                              | 天理市     | 天理市     | 二階堂上ノ庄町 | 二階堂交差点 / 起点                                                                                            |
| 奈良県道193号筒井二階堂線                                                           | 天理市     | 天理市     | 二階堂北菅田町 | |
| 国道24号 / E24 京奈和自動車道一般部 重複区間起点                                    | 天理市     | 天理市     | 二階堂北菅田町 | 二階堂北菅田交差点                                                                                             |
| 国道24号 / E24 京奈和自動車道一般部 重複区間終点 奈良県道109号天理斑鳩線 / バイパス | 天理市     | 天理市     | 二階堂南菅田町 | 二階堂南菅田交差点                                                                                             |
| 奈良県道108号大和郡山広陵線 重複区間起点                                            | 大和郡山市 | 大和郡山市 | 額田部寺町     | |
| 奈良県道108号大和郡山広陵線 / 現道                                                  | 大和郡山市 | 大和郡山市 | 額田部南町     | 板屋ヶ瀬橋北詰交差点                                                                                           |
| E25 西名阪自動車道 奈良県道108号大和郡山広陵線 重複区間起点                         | 大和郡山市 | 大和郡山市 | 西町           | 大和まほろばスマートIC南側交差点 大和まほろばスマートIC北側交差点 4-1 大和まほろばSIC                          |
| 奈良県道108号大和郡山広陵線                                                         | 生駒郡     | 安堵町     | 大字東安堵     | 安堵町役場東交差点                                                                                             |
| 奈良県道274号明日香大和郡山自転車道線                                               | 生駒郡     | 斑鳩町     | 法隆寺南3丁目  | |
| 国道25号                                                                            | 生駒郡     | 斑鳩町     | 法隆寺2丁目    | 中宮寺東交差点 / 終点                                                                                          |
| バイパス                                                                            |            |            |                | |
| 国道24号 国道25号                                                                   | 天理市     | 天理市     | 嘉幡町         | 嘉幡町交差点 / バイパス起点【北緯34度35分41.7秒 東経135度47分53.0秒 / 北緯34.594917度 東経135.798056度】       |
| 国道24号 / E24 京奈和自動車道一般部 重複区間終点 奈良県道109号天理斑鳩線 / 現道     | 天理市     | 天理市     | 二階堂南菅田町 | 二階堂南菅田交差点 / バイパス終点【北緯34度35分44.5秒 東経135度47分30.4秒 / 北緯34.595694度 東経135.791778度】 |

### 交差する鉄道
- 近鉄橿原線
- 関西本線

### 沿線
- 近鉄橿原線 ファミリー公園前駅
- 奈良県浄化センター
- 昭和工業団地
- 安堵町役場

バイパス
- 天理市立二階堂小学校